# Campionati mondiali di biathlon 2012
I Campionati mondiali di biathlon 2012 si sono svolti dal 1º all'11 marzo 2012 a Ruhpolding, in Germania. Sede della gara è stata la Chiemgau-Arena.

## Selezione della città ospitante
All'VIII congresso dell'IBU, tenutosi a Praga il 6 settembre 2008, Ruhpolding ha superato con il 92% delle preferenze la concorrenza di Lahti (Finlandia), mentre la località ceca di Nové Město na Moravě aveva ritirato la candidatura già prima del voto ospitandoli però l'anno a seguire. I Mondiali di biathlon hanno già avuto luogo a Ruhpolding nel 1979, nel 1985 e nel 1996.

## Risultati

### Uomini

#### Sprint 10 km
| Posizione | Atleta              | Nazione  |
| --------- | ------------------- | -------- |
| 1         | Martin Fourcade     | Francia  |
| 2         | Emil Hegle Svendsen | Norvegia |
| 3         | Carl Johan Bergman  | Svezia   |
| 4         | Daniel Mesotitsch   | Austria  |
| 5         | Simon Fourcade      | Francia  |
| 6         | Fredrik Lindström   | Svezia   |

3 marzo, ore 12:30

#### Inseguimento 12,5 km
| Posizione | Atleta              | Nazione  |
| --------- | ------------------- | -------- |
| 1         | Martin Fourcade     | Francia  |
| 2         | Carl Johan Bergman  | Svezia   |
| 3         | Anton Šipulin       | Russia   |
| 4         | Daniel Mesotitsch   | Austria  |
| 5         | Emil Hegle Svendsen | Norvegia |
| 6         | Simon Fourcade      | Francia  |

4 marzo, ore 13:15

#### Partenza in linea 15 km
| Posizione | Atleta             | Nazione  |
| --------- | ------------------ | -------- |
| 1         | Martin Fourcade    | Francia  |
| 2         | Björn Ferry        | Svezia   |
| 3         | Fredrik Lindström  | Svezia   |
| 4         | Andreas Birnbacher | Germania |
| 5         | Simon Fourcade     | Francia  |
| 6         | Carl Johan Bergman | Svezia   |

11 marzo, ore 13:20

#### Individuale 20 km
| Posizione | Atleta             | Nazione   |
| --------- | ------------------ | --------- |
| 1         | Jakov Fak          | Slovenia  |
| 2         | Simon Fourcade     | Francia   |
| 3         | Jaroslav Soukup    | Rep. Ceca |
| 4         | Andreas Birnbacher | Germania  |
| 5         | Klemen Bauer       | Slovenia  |
| 6         | Michal Šlesingr    | Rep. Ceca |

6 marzo, ore 15:15

#### Staffetta 4x7,5 km
| Posizione | Nazione  | Atleti                                                             |
| --------- | -------- | ------------------------------------------------------------------ |
| 1         | Norvegia | Ole Einar Bjørndalen Rune Brattsveen Tarjei Bø Emil Hegle Svendsen |
| 2         | Francia  | Jean-Guillaume Béatrix Simon Fourcade Alexis Bœuf Martin Fourcade  |
| 3         | Germania | Simon Schempp Andreas Birnbacher Michael Greis Arnd Peiffer        |
| 4         | Italia   | Christian De Lorenzi Markus Windisch Dominik Windisch Lukas Hofer  |
| 5         | Austria  | Simon Eder Christoph Sumann Daniel Mesotitsch Dominik Landertinger |
| 6         | Russia   | Anton Šipulin Andrej Makoveev Evgenij Garaničev Dmitrij Malyško    |

9 marzo, ore 15:15

### Donne

#### Sprint 7,5 km
| Posizione | Atleta             | Nazione     |
| --------- | ------------------ | ----------- |
| 1         | Magdalena Neuner   | Germania    |
| 2         | Dar″ja Domračava   | Bielorussia |
| 3         | Vita Semerenko     | Ucraina     |
| 4         | Helena Ekholm      | Svezia      |
| 5         | Marie-Laure Brunet | Francia     |
| 6         | Tora Berger        | Norvegia    |

3 marzo, ore 15:30

#### Inseguimento 10 km
| Posizione | Atleta             | Nazione     |
| --------- | ------------------ | ----------- |
| 1         | Dar″ja Domračava   | Bielorussia |
| 2         | Magdalena Neuner   | Germania    |
| 3         | Ol'ga Viluchina    | Russia      |
| 4         | Tora Berger        | Norvegia    |
| 5         | Helena Ekholm      | Svezia      |
| 6         | Marie-Laure Brunet | Francia     |

4 marzo, ore 16:00

#### Partenza in linea 12,5 km
| Posizione | Atleta             | Nazione     |
| --------- | ------------------ | ----------- |
| 1         | Tora Berger        | Norvegia    |
| 2         | Marie-Laure Brunet | Francia     |
| 3         | Kaisa Mäkäräinen   | Finlandia   |
| 4         | Tina Bachmann      | Germania    |
| 5         | Dar″ja Domračava   | Bielorussia |
| 6         | Marie Dorin        | Francia     |

11 marzo, ore 16:00

#### Individuale 15 km
| Posizione | Atleta             | Nazione     |
| --------- | ------------------ | ----------- |
| 1         | Tora Berger        | Norvegia    |
| 2         | Marie-Laure Brunet | Francia     |
| 3         | Helena Ekholm      | Svezia      |
| 4         | Marie Dorin        | Francia     |
| 5         | Susan Dunklee      | Stati Uniti |
| 6         | Ol'ga Zajceva      | Russia      |

7 marzo, ore 15:15

### Misto

#### Staffetta 2x6 km + 2x7,5 km
| Posizione | Nazione     | Atleti                                                                |
| --------- | ----------- | --------------------------------------------------------------------- |
| 1         | Norvegia    | Tora Berger Synnøve Solemdal Ole Einar Bjørndalen Emil Hegle Svendsen |
| 2         | Slovenia    | Andreja Mali Teja Gregorin Klemen Bauer Jakov Fak                     |
| 3         | Germania    | Andrea Henkel Magdalena Neuner Andreas Birnbacher Arnd Peiffer        |
| 4         | Svezia      | Anna Maria Nilsson Helena Ekholm Björn Ferry Fredrik Lindström        |
| 5         | Russia      | Ol'ga Viluchina Ol'ga Zajceva Dmitrij Malyško Anton Šipulin           |
| 6         | Bielorussia | Nadzeja Skardzina Dar″ja Domračava Sjarhej Novikaŭ Jaŭhen Abramenka   |

1º marzo, ore 15:30

## Medagliere per nazioni
| Posizione | Nazione     | Oro | Argento | Bronzo | Totale |
| --------- | ----------- | --- | ------- | ------ | ------ |
| 1         | Norvegia    | 4   | 1       | 0      | 5      |
| 2         | Francia     | 3   | 4       | 0      | 7      |
| 3         | Germania    | 1   | 1       | 2      | 4      |
| 4         | Bielorussia | 1   | 1       | 0      | 2      |
|           | Slovenia    | 1   | 1       | 0      | 2      |
| 6         | Svezia      | 0   | 2       | 3      | 3      |
| 7         | Russia      | 0   | 0       | 2      | 2      |
| 8         | Rep. Ceca   | 0   | 0       | 1      | 1      |
|           | Finlandia   | 0   | 0       | 1      | 1      |
|           | Ucraina     | 0   | 0       | 1      | 1      |